# Оцінка комунікаційної трудомісткості паралельних алгоритмів

## Алгоритми маршрутизації
Алгоритми маршрутизації визначають шлях передачі даних від процесора — джерела повідомлення, до процесора, до якого повідомлення повинно бути доставлено. Розрізняють наступні можливі способи рішення такої задачі;
- оптимальні які визначають завжди найкоротші шляхи передачі даних, та неоптимальні алгоритми маршрутизації;
- детерміновані і адаптовані методи вибору маршрутів (адаптивні алгоритми визначають шляхи передачі даних в залежності від існуючого завантаження комунікаційних каналів).

До числа найпоширеніших оптимальних алгоритмів відноситься клас методів по координатної маршрутизації (dimension-ordered routing), в яких пошук шляхів передачі даних здійснюється по черзі для кожної розмірності топології мережі комунікації. Так для двомірної решітки такий підхід приводить до маршрутизації, коли передача даних спочатку виконується по одному напрямку (наприклад, по горизонталі до досягнення вертикалі, на якій розташований процесор призначення), а далі дані передаються впродовж другого напрямку (ця схема відома під назвою алгоритму ХУ — маршрутизації). Для гіперкуба по координатна схема маршрутизації може полягати, наприклад, в циклічній передачі даних процесору, який визначається першою відмінною бітовою позицією в номерах процесорів — того, на якому повідомлення розташовується в даний момент часу, та того, на який воно повинно бути передане.

## Методи передачі даних
Тривалість передачі даних між процесорами визначає комунікаційну складову (communication latency) тривалості виконання паралельного алгоритму в багатопроцесорній обчислювальній системі. Основний набір параметрів, що описують тривалість передачі даних, складається з наступного ряду величин:
- тривалість початкової підготовки (tn) характеризує тривалість підготовки повідомлення для передачі, пошуку маршруту в мережі тощо;
- тривалість передачі службових даних (tc) між двома сусідніми процесорами (тобто для процесорів, між якими є фізичний канал передачі даних). До службових даних може відноситися заголовок повідомлення, блок даних для виявлення похибок передачі тощо;
- час передачі одного слова даних по одному каналу передачі даних (tk). Тривалість подібної передачі визначається полосою пропускання комунікаційних каналів в мережі.

До числа найпоширеніших методів передачі даних відносяться два основних способи комунікації. Перший із них орієнтований на передачу повідомлень (метод передачі повідомлень, чи МПС) як неподільних (атомарних) блоків інформації (store and-forward routing або SFR). При такому підході процесор, який містить повідомлення для передачі, готує весь об’єм даних для передачі, визначає процесор, якому слід направити дані, і запускає операцію пересилки даних. Процесор, якому направлено повідомлення, в першу чергу здійснює прийом повністю всіх даних і тільки потім приступає до пересилки прийнятого повідомлення далі за маршрутом. Тривалість пересилання даних tпд для методу передачі повідомлення розміром m байтів за маршрутом довжиною l визначається виразом:
```
t
пд
 = 
t
п
 + (
mt
k
 + 
t
c
)l
```

За умови достатньо довгих повідомлень тривалістю передачі службових даних можна знехтувати і вираз для тривалості передачі даних можна записати в простішому вигляді:
```
t
пд
 = 
t
н
 + 
mt
k
l
```

Другий спосіб комунікації базується на представленні повідомлень, що пересилаються, у вигляді блоків інформації меншого розміру — пакетів, в результаті чого передача даних може бути зведена до передачі пакетів (метод передачі пакетів або МПП). ЗА умови такого методу комунікації (cut-through routing або CTR) процесор, що приймає, може здійснювати пересилку даних за подальшим маршрутом безпосередньо відразу після прийому чергового пакету, не очікуючи завершення прийому даних всього повідомлення. Тривалість пересилання даних при використанні методу передачі пакетів визначається виразом:
```
t
пд
 = 
t
у
 + 
mt
k
 + 
t
c
l
```

Порівнюючи отримані вирази отримані вирази, можна помітити, що в більшості випадків метод передачі пакетів приводить до більш швидкого пересилання даних; крім того, даний підхід знижує потребу в пам’яті для зберігання даних, що пересилаються, при організації прийому-передачі повідомлень, а для передачі пакетів можуть використовуватися одночасно різні комунікаційні канали. З іншого боку, реалізація пакетного методу потребує розробки більш складного апаратного та програмного забезпечення мережі, може збільшити накладні витрати (тривалість підготовки та тривалість передачі службових даних). Крім того, при передачі пакетів можливе виникнення конфліктних ситуацій (дедлоків). 

## Аналіз трудомісткості основних операцій передачі даних
При всьому розмаїтті виконуваних операцій передачі даних при паралельних способах розв’язку складних науково-технічних задач, певні процедури взаємодії процесів мережі можна віднести до числа основних комунікаційних дій, або найбільш широко розповсюджених на практиці паралельних обчислень, або тих, до яких можна багато інших процесів прийому-передачі повідомлень. Важливо відмітити, що в рамках подібного базового набору для більшості операцій комунікації існують процедури, обернені за дією вихідним операціям. Як результат, аналіз комунікаційних процедур доцільно виконувати попарно, оскільки в багатьох випадках алгоритми виконання прямої та зворотної операцій можуть бути отримані наслідки не з однакових посилань.

### Передача даних між двома процесорами мережі
Складність цієї комунікаційної операції може бути наслідком підстановки довжини максимального шляху (діаметра мережі) в вирази для тривалості передачі даних при різних методах комунікації.
| Топологія   | Передача повідомлень | Передача пакетів    |
| ----------- | -------------------- | ------------------- |
| Кільце      | tн + mtk[p/2]        | tн + mtk + tc[p/2]  |
| Решітка-тор | tн + 2mtk[p/2]       | tн + mtk + 2tc[p/2] |
| Гіперкуб    | tн + 2mtklog2p       | tн + mtk + tclog2p  |

### Передача даних від одного процесора всім іншим процесорам мережі.
Операція передачі даних (одного і того ж сполучення) від одного процесора всім іншим процесорам мережі (one-to-all broadcast або single-node broadcast) є однією з найчастіше виконуваних комунікаційних дій. Двоїста до неї операція — прийом на одному процесорі повідомлень від всіх інших процесорів мережі (single-node accumulation). Подібні операції використовуються, зокрема, при реалізації матрично-векторного множення, розв’язку систем лінійних рівнянь методом Гауса, розв’язку задачі пошуку найкоротших шляхів та ін.
Найпростіший спосіб реалізації операції розсилання полягає в її виконанні як послідовності попарних взаємодій процесорів мережі. Проте за такого підходу більша частина пересилань є надлишковою і можливе застосування більш ефективних алгоритмів комунікації.

#### Передача повідомлень
Для кільцевої технології процесор — джерело розсилання може ініціювати передачу даних відразу двом своїм сусідам, які, у свою чергу, прийнявши повідомлення, організують пересилання далі по кільцю. Трудомісткість виконання операції розсилання в цьому випадку визначатиметься співвідношенням:
```
t
пд
 = (
t
н
 + 
mt
k
)[
p
/2]
```

Для топології типу решітка-тор алгоритм розсилання можна отримати із способу передачі даних, застосованого для кільцевої структури мережі. Так, розсилка може бути виконана у вигляді двох етапної процедури. на першому етапі організується передача повідомлень всім процесорам мережі, розташованим на тій же горизонталі решітки, що й процесор — ініціатор передачі. На другому етапі процесори, які отримали копію даних на першому етапі, розсилають повідомлення по своїм відповідним вертикалям. Оцінка тривалості операції розсилки у відповідності з описаним алгоритмом визначається співвідношенням;
```
t
пд
 = 2(
t
н
 + 
mt
k
)|

  

    

      

        

          

            
p

          

        

      

    

    
{\displaystyle {\sqrt {p}}}

  

/2|
```

Для гіперкубу розсилка може бути виконана в ході N-етапної процедури передачі даних. На першому етапі процесор-джерело повідомлення передає дані одному з своїх сусідів (наприклад, по першій розмірності) — у результаті після першого етапу є два процесори, які мають копію даних, що пересилаються (цей результат можна інтерпретувати також як розбиття вихідного гіперкуба на два таких однакових за розміром гіперкуби з розмірністю N – 1, що кожний із них має копію вихідного повідомлення). На другому етапі два процесори, задіяні на першому етапі, пересилають повідомлення своїм сусідам по другій розмірності тощо в результаті такого розсилання тривалість операції оцінюється з використанням виразу:
```
t
пд
 = (
t
н
 + 
mt
k
)
log
2
p
```

Порівнюючи отримані вирази для тривалості виконання операції розсилання, можна відмітити, що найкращі показники мають технології типу гіперкуб; більше того, можна показати, що такий результат є найкращим для вибраного способу комунікації з використанням повідомлень.

#### Передача пакетів
Для топології типу кільце алгоритм розсилання можна отримати шляхом логічного зображення кільцевої структури мережі у вигляді гіперкубу. В результаті на етапі розсилання процесор — джерело повідомлення передає дані процесору, який знаходиться на відстані p/2 від вихідного процесора. Далі, на другому етапі обидва процесори, які вже мають дані, що розсилаються, після першого етапу, передають повідомлення процесорам, які знаходяться на відстані p/4, і т. д. Трудомісткість виконання операції розсилання за такого методу передачі даних визначається співвідношенням:
```
t
пд
 = 

  

    

      

        

          
∑

          

            
i

            

              
=

            

            
⁡

            
1

          

          

            
l

            
o

            

              
g

              

                
2

              

            

            
p

          

        

      

    

    
{\displaystyle \sum _{i\mathop {=} 1}^{log_{2}p}}

  

(
t
н
 + 
mt
k
 + 
t
c
p
/2
i
) = (
t
н
 + 
mt
k
)
log
2
p
 + 
t
c
(
p
 – 1)
```

(як і раніше, за достатньо великих повідомленнях тривалістю передачі службових даних можна знехтувати).
Для топології типу решітка-тор алгоритм розсилання можна отримати із способу передачі даних, застосованого для кільцевої структури мережі, у відповідності з тим же способом, що і у випадку використання методу передачі повідомлень. Отриманий в результаті такого узагальнення алгоритм розсилання характеризується таким співвідношенням для оцінки тривалості виконання:
```
t
пд
 = (
t
н
 + 
mt
k
)
log
2
p
 + 2
t
c
(

  

    

      

        

          

            
p

          

        

      

    

    
{\displaystyle {\sqrt {p}}}

  

 – 1)
```

(2.2.8)
Для гіперкуба алгоритм розсилання (та, відповідно, часові оцінки тривалості виконання) при передачі пакетів не відрізняється від варіанту для методу передачі повідомлень.

### Передача даних від всіх процесорів всім процесорам мережі
Операція передачі даних від всіх процесорів всім процесорам мережі (all-to-all broadcast або multinode broadcast) є природним узагальненням одиночної операції розсилки, двоїста до неї операція — прийом повідомлень на кожному процесорі від всіх процесорів мережі (multinode accumulation). Подібні операції широко використовуються, наприклад, при реалізації матричних обчислень.

Можливий спосіб реалізації множинного розсилання полягає у виконанні відповідного набору операцій одиночного розсилання. Проте такий підхід не є оптимальним для багатьох топологій мережі, оскільки частина необхідних операцій одиночного розсилання потенційно може бути виконана паралельно.

#### Передача повідомлень
Для кільцевої топології кожний процесор може ініціювати розсилання свого повідомлення одночасно (в якомусь вибраному напрямку по кільцю). У будь-який момент кожний процесор виконує прийом і передачу даних, завершення операції множинного розсилання відбудеться через циклів передачі даних. Тривалість виконання операції розсилання оцінюється співвідношенням:
```
t
пд
 = (
t
н
 + 
mt
k
)(
p
 – 1)
```

Для топології типу решітка-тор множинне розсилання повідомлень може бути виконана з використанням алгоритму, отриманого узагальненням способу передачі даних для кільцевої структури мережі. Схема узагальнення полягає в наступному. На першому етапі організується передача повідомлень роздільно по всім процесорам мережі, які розташовані на одних і тих же горизонталях решітки (в результаті на кожному процесорі однієї і тієї ж горизонталі формуються укрупнені повідомлення з розміром {\displaystyle m{\sqrt {p}}}, які об’єднують всі повідомлення горизонталі). Тривалість виконання етапу:
```
t
пд
 = (
t
н
 + 
mt
k
)(

  

    

      

        

          

            
p

          

        

      

    

    
{\displaystyle {\sqrt {p}}}

  

 – 1)
```

(2.2.10)
На другому етапі розсилання даних виконується по процесорам мережі, які утворюють вертикалі решітки. Тривалість цього етапу:
```
t
пд
 = (
t
н
 + 
m

  

    

      

        

          

            
p

          

        

      

    

    
{\displaystyle {\sqrt {p}}}

  

t
k
)(

  

    

      

        

          

            
p

          

        

      

    

    
{\displaystyle {\sqrt {p}}}

  

 – 1)
```

(2.2.11)
Загальна тривалість операції розсилання визначається співвідношенням:
```
t
пд
 = 2
t
н
(

  

    

      

        

          

            
p

          

        

      

    

    
{\displaystyle {\sqrt {p}}}

  

 – 1) + 
mt
k
(
p –
 1)
```

Для гіперкуба алгоритм множинного розсилання повідомлень можна отримати узагальненням раніше описаного способу передачі даних для топології типу решітки на розмірність гіперкуба N. В результаті такого узагальнення схема комунікації полягає в наступному. На кожному етапі i,1 ≤ i ≤ N виконання алгоритму функціонують всі процесори мережі, які обмінюються своїми даними із своїми сусідами i-ї розмірності і формують об’єднані повідомлення. Тривалість операції розсилання може бути отримана з використанням виразу:
```
t
пд
 = 

  

    

      

        

          
∑

          

            
i

            

              
=

            

            
⁡

            
1

          

          

            
l

            
o

            

              
g

              

                
2

              

            

            
p

          

        

      

    

    
{\displaystyle \sum _{i\mathop {=} 1}^{log_{2}p}}

  

(
t
н
 + 2
i–1
mt
k
) = 
t
н
log
2
p
 + 
mt
k
(
p –
 1)
```

#### Передача пакетів
Застосування більш ефективного для кільцевої структури та топології типу решітка-тор методу передачі даних не приводить до якогось поліпшення тривалості виконання операції одиночного розсилання, на випадок множинного розсилання приводить до перевантаження каналів передачі даних (тобто, до існування ситуацій, коли в один і той же момент для передачі по одній і тій же лінії є декілька пакетів даних, що очікують). Перевантаження каналів приводить до затримок при пересиланні даних, що і не дозволяє з’явитися всім перевагам методу передачі пакетів. Широко поширеним прикладом операції множинного розсилання є задача редукції (reduction), яка визначається в загальному вигляді як процедура виконання тієї чи іншої обробки даних, отриманих на кожному процесорі в ході множинного розсилання. Способи розв’язку задачі редукції полягають в наступному:
- безпосередній підхід полягає у виконанні операції множинного розсилання і, після цього, обробки даних на кожному процесорі зокрема;
- більш ефективний алгоритм можна отримати в результаті застосування операції одиночного прийому даних на окремому процесорі, виконання на цьому процесорі дій з обробки даних і розсилання отриманого результату обробки всім процесорам мережі;
- найкращий спосіб розв’язку задачі редукції полягає в суміщенні процедури множинного розсилання та дій з обробки даних, коли кожний процесор відразу після прийому чергового повідомлення реалізує потрібну обробку отриманих даних (наприклад, виконує додавання отриманого значення з наявною на процесорі частковою сумою. Тривалість рішення задачі редукції при такому алгоритмі реалізації у випадку, наприклад, коли розмір даних, що пересилаються, має одиничну довжину (m=1) і топологія мережі має структуру гіперкуба, визначається співвідношенням:

```
t
пд
=(t
н
+t
k
)+log
2
p
```

Іншим типовим прикладом використання операції множинного розсилання є задача знаходження часткових сум послідовності значень Si
```
S
k
=

  

    

      

        

          
∑

          

            
i

            

              
=

            

            
⁡

            
1

          

          

            
k

          

        

      

    

    
{\displaystyle \sum _{i\mathop {=} 1}^{k}}

  

x
i
, 1≤k≤p
```

Вважається, що кількість значень дорівнює кількості процесорів, значення xi розташовується на i-му процесорі, а результат Sk повинен отримуватися на процесорі з номером k. Алгоритм розв’язку цієї задачі також можна отримати з використанням конкретизації загального способу виконання множинної операції розсилання, коли процесор виконує сумування отриманого значення (але тільки в тому випадку, якщо процесор — відправник значення має менший номер, ніж процесор — одержувач. 

### Узагальнена передача даних від одного процесора всім іншим процесорам мережі
Загальний випадок передачі даних від одного процесора всім іншим процесорам мережі полягає в тому, що всі повідомлення, що розсилаються, різні (one-to-all personalized communication чи single-node scatter). Двоїста операція передачі даних для даного типу взаємодії процесорів — узагальнений прийом повідомлень (single-node gather) на одному процесорі від всіх інших процесорів мережі (відмінність цієї операції від раніше розглянутої процедури збірки даних на одному процесорі полягає в тому, що узагальнена операція збірки не передбачає якоїсь взаємодії повідомлень (наприклад, редукції) в процесі передачі даних). Трудомісткість операції узагальненого розсилання порівнювана із складністю виконання процедури множинної передачі даних. Процесор-ініціатор розсилання посилає кожному процесору мережі повідомлення з розміром, і, тим самим, нижня оцінка тривалості виконання операції характеризується величиною mtk(p – 1).
Проаналізуємо трудомісткість узагальненої розсилки для випадку топології типу гіперкуб. Можливий спосіб виконання операції полягає в майбутньому. Процесор-ініціатор розсилання передає половину своїх повідомлень одному з своїх сусідів (наприклад, за першою розмірністю) — у результаті вихідний гіперкуб стає розділеним на два гіперкуби половинного розміру, в кожному з яких міститься рівно половина вихідних даних. Далі, дії з розсилання повідомлень можуть бути повторені, і загальна кількість повторень визначається вихідною розмірністю гіперкуба. Тривалість операції узагальненого розсилання можна характеризувати співвідношенням:
```
t
пд
 = 
t
y
log
2
p
 + 
mt
k
(
p
 – 1)
```

(як і відмічалося раніше, трудомісткість операції збігається з тривалістю виконання процедур множинного розсилання).

### Узагальнена передача даних від всіх процесорів всім процесорам мережі
Цей тип передачі даних представляє собою найбільш загальний випадок комунікаційних дій. Необхідність виконання подібних операцій виникає в паралельних алгоритмах швидкого перетворення Фур’є, транспонування матриць та ін.

#### Передача повідомлень
Загальна схема алгоритму для кільцевої топології полягає в наступному. Кожний процесор здійснює передачу всіх своїх вихідних повідомлень своєму сусідові ( в якомусь вибраному напрямку по кільцю). Далі процесори здійснюють прийом направлених до них даних, далі серед прийнятої інформації вибирають свої повідомлення, після чого виконують подальше розсилання частини даних, що розсилаються. Тривалість виконання подібного набору передачі даних оцінюється згідно виразу:
```
t
пд
 = (
t
н
 + 1/2
mpt
k
)(
p
 – 1)
```

Спосіб отримання алгоритму розсилання даних для топології решітка-тор той же самий, що і у випадку розгляду інших комунікаційних операцій. На першому етапі організується передача повідомлень роздільно по всім процесорам мережі, які розташовані на одних і тих же горизонталях решітки (кожному процесору по горизонталі передаються тільки ті вихідні повідомлення, що повинні бути направлені процесорам відповідної вертикалі решітки). Після завершення етапу на кожному процесорі збираються  повідомлень, призначених для розсилання по одній вертикалі решітки. На другому етапі розсилання даних виконується по процесорам мережі, які утворюють вертикалі решітки. Загальна тривалість всіх операцій розсилань визначається співвідношенням:
```
 
t
пд
 = 2(
t
н
 + 
mpt
k
)(

  

    

      

        

          

            
p

          

        

      

    

    
{\displaystyle {\sqrt {p}}}

  

 – 1)
```

Для гіперкуба алгоритм узагальненого множинного розсилання повідомлень можна отримати шляхом узагальнення способу виконання операції для топології типу решітка на розмірність гіперкуба. В результаті такого узагальнення схема комунікації полягає в наступному. На кожному  i,1≤i≤N, виконується алгоритму функціонують всі процесори мережі, які обмінюються своїми даними із своїми сусідами по  - й розмірності і формують об’єднані повідомлення. За організації взаємодії двох сусідів канал зв’язку між ними розглядається як сполучний елемент двох рівних за розміром полі гіперкубів вихідного гіперкуба, і кожний процесор пари посилає іншому процесору тільки ті повідомлення, що призначені для процесорів сусіднього гіперкуба. Тривалість операції розсилання можна отримати з використання виразу:
```
t
пд
 = (
t
н
 + 1/2
mpt
k
)
log
2
p
```

(крім витрат на пересилання, кожний процесор виконує mp log2 p операцій і сортування своїх повідомлень перед обміном інформацією зі своїми сусідами).

#### Передача пакетів
Як і у випадку множинного розсилання, застосування методу передачі пакетів не приводить до покращення часових характеристик для операції узагальненого множинного розсилання. Для прикладу розглянемо застосування методу виконання даної комунікаційної операції для мережі з топологією типу гіперкуб. У цьому випадку розсилання можна виконати за p – 1 ітерацію. На кожній ітерації всі процесори розбиваються на взаємодіючі пари процесорів, причому це розбиття на пари може бути виконане таким чином, щоб повідомлення, які передаються парами, не використовували одні і ті ж шляхи передачі даних. Як результат, спільна тривалість операції узагальненого розсилання можна визначити у відповідності з виразом:
```
t
пд
 = (
t
н
 + 
mt
k
)(
p
 – 1) + 1/2
t
c
plog
2
p
```

#### Циклічний зсув
Окремий випадок узагальненого множинного розсилання є процедурою перестановки (permutation), який представляє собою операцію перерозподілу інформації між процесорами мережі, в якій кожний процесор передає повідомлення визначеному певним способом іншому процесору мережі. Конкретний варіант перестановки — циклічний q-зсув (circular q-shift), коли кожний процесор i,1 ≤ i ≤ N, передає дані процесору з номером (i + q)mod p. Подібна операція зсуву використовується, наприклад, при організації матричних обчислень.
Оскільки виконання циклічного зсуву для кільцевої топології може бути забезпечено з використанням простих алгоритмів передачі даних, розглянемо можливі способи виконання даної комунікаційної операції тільки для топологій решітка-тор та гіперкуб за різних методах передачі даних.

#### Передача повідомлень
Загальна схема алгоритму циклічного зсуву для топології решітка-тор полягає в наступному. Нехай процесори пронумеровані за стрічками решітки від 0 до p-1. На першому етапі організується циклічний зсув з кроком q mod {\displaystyle {\sqrt {p}}} по кожній стрічці зокрема (якщо при реалізації такого зсуву повідомлення передаються через праві границі стрічок, то після виконання кожної такої передачі необхідно здійснити компенсаційний зсув вверх на 1 для процесорів першого стовпця решітки). На другому етапі реалізується циклічний зсув вверх з кроком [q/ {\displaystyle {\sqrt {p}}}] для кожного стовпця решітки. Загальна тривалість всіх операцій розсилань визначається співвідношенням:
```
t
пд
 = (
t
н
 + 
mt
k
)(2[

  

    

      

        

          

            
p

          

        

      

    

    
{\displaystyle {\sqrt {p}}}

  

/2] + 1)
```

Для гіперкуба алгоритм циклічного зсуву можна отримати шляхом логічного представлення топології гіперкуба у вигляді кільцевої структури. Для отримання такого представлення встановимо взаємно-однозначну відповідність між вершинами кільця та гіперкуба. Необхідна відповідність може бути отримана, наприклад, з використанням відомого коду Грея. Позитивною властивістю вибору такої відповідності є той факт, що для будь-яких двох вершин в кільці, відстань між якими дорівнює l = 2i для деякого значення, шлях між відповідними вершинами в гіперкубі містить тільки дві лінії зв’язку (за виключенням випадку i=0, коли шлях в гіперкубі має одиничну довжину).
Уявимо величину зсуву  q у вигляді двоїстого коду. Кількість ненульових позицій коду визначає кількість етапів в схемі реалізації операції циклічного зсуву. На кожному етапі виконується операція зсуву з величиною кроку, яка задається найстаршою ненульовою позицією значення q (наприклад, за умови вихідної величини зсуву q=5=1012 на першому етапі виконується зсув з кроком 4, на другому етапі крок зсуву дорівнює 1). Виконання кожного етапу (окрім зсуву з кроком 1) полягає в передачі даних по шляху, який включає дві лінії зв’язку. Як результат, верхня оцінка для тривалості виконання операції циклічного зсуву визначається співвідношенням
```
t
пд
 = (
t
н
 + 
mt
k
)(2
log
2
p
 – 1)
```

#### Передача пакетів
Використання пересилання пакетів може підвищити ефективність виконання операції циклічного зсуву для топології гіперкуб. Реалізація всіх необхідних комунікаційних дій в цьому випадку може бути забезпечена шляхом відправки кожним процесором всіх даних, що пересилаються,безпосередньо процесорам призначення. Застосування методу по координатної маршрутизації дасть змогу уникнути колізій при використанні ліній передачі даних (в кожний момент часу для кожного каналу буде існувати не більше одного готового для відправки повідомлення) Довжина найбільшого шляху за умови такого розсилання даних визначається як log2p-y(q), де y(q) - найбільше ціле значення j таке, що 2j - дільник величини зсуву q. Тоді тривалість операції циклічного зсуву можна охарактеризувати з використанням виразу
```
t
пд
 = 
t
н
 + 
mt
k
 + 
t
c
 + (
log
2
p
 – 
y
(
q
))
```

(за умови достатньо великих розмірів повідомлень тривалістю передачі службових даних можна знехтувати і тривалість виконання операції можна визначити як tпд=tн+mtk).

## Методи логічного зображення топології комунікаційного середовища
Ряд алгоритмів передачі даних припускає простіший виклад в разі використання певних топологій мережі між процесорних з’єднань. Крім того, багато методів комунікації можна отримати з використанням того чи іншого логічного зображення використовуваної топології. Як результат, важливою при організації паралельних обчислень є можливість логічного зображення різноманітних топологій на основі конкретних, фізичних, між процесорних структур.
Способи логічного зображення (відображення) топологій характеризується наступними трьома основними характеристиками:
- ущільнення дуг (congestion), яке виражається як максимальна кількість дуг логічної топології, які відображаються в одну лінію передачі фізичної топології;
- подовження дуг (dilation), яке визначається як шлях максимальної довжини фізичної топології, на якій відображається дуга логічної топології;
- збільшення вершин (expansion), яке обчислюється як відношення кількості вершин в логічній та фізичній топологіях.